# International Tennis Open
International Tennis Open ist eine 1992 auf den Markt gekommene Sportsimulation. Dabei muss der Spieler drei wichtige Tennisturniere gewinnen.

## Gameplay
Mit Victor Player muss sich der Spieler wie oben erwähnt bei drei wichtigen Turnieren im Profitennis beweisen. Er stellt einen talentierten und jungen Spieler dar und ist im Begriff zur Weltspitze zu gehören. Dazu müssen die Turniere in London, New York und Paris gewonnen werden. Am Ende eines jeden Matches erfolgt die Platzierung in der IWP Tennisweltrangliste.
Der Spieler kann seine Nationalität wählen und sich die jeweilige Nationalhymne anhören. Folgende Länder sind wählbar: Deutschland, Frankreich, Italien, Japan, Niederlande, Schweden, Spanien, USA und das Vereinigte Königreich.
Es kann während eines Turniers gespeichert werden, insgesamt stehen drei Speicherplätze zur Verfügung.

### Spielmodi
- Match: Freundschaftsspiel gegen beliebigen CPU-Gegner und Platz eigener Wahl
- Training: üben des Aufschlages oder üben mit der Tennisball-Wurfmaschine
- Turnier: Beginn direkt im Viertelfinale; London (Sportrasen), New York (Hartplatz), Paris (Sandplatz)

### CPU-Gegner
Gegen folgende computergesteuerte Gegner kann man antreten:
| Name:          | Alter: | Nationalität: | Wohnort  | Tennisweltrangliste: |
| -------------- | ------ | ------------- | -------- | -------------------- |
| Erik Andersen  | 21     | Schwede       | Göteborg | 8                    |
| Julio Jimenez  | 31     | Spanier       | Sevilla  | 35                   |
| Robert Garrett | 26     | US-Amerikaner | Miami    | 1                    |
| Thomas Ullmann | 25     | Deutscher     | Leipzig  | 20                   |

Anmerkung: Sämtliche Spieler und Turniere sind fiktiv.

## Rezeption
Die deutschen Magazine werteten die Umsetzung für den PC jeweils wie folgt:
- PC Player 10/94: 38 % Gesamtwertung (Grafik: ausreichend, Sound: gut)
- Power Play 10/94: 72 % Gesamtwertung (Grafik 43 %, Sound 78 %)[1]

Unter Fans des CD-i gilt es als eines der besten Spiele.